# Callipseustes latiorata
Callipseustes latiorata är en fjärilsart som beskrevs av W. Warren 1902. Callipseustes latiorata ingår i släktet Callipseustes och familjen mätare. Inga underarter finns listade i Catalogue of Life.